# サンリス (企業)
株式会社サンリスは、東京都渋谷区に事務所を置く企業。2005年設立。主にイベントプランニングと映画に関する事業を展開する。2009年よりリアルフィクションの正規輸入代理店として、MRディスプレイ全般の事業も行っている。
会社名はピアニスト・ジョルジュ・シフラが活動したフランスの地名、サンリスに由来しており、シフラの映画の製作・配給することが社長・宮脇の夢の一つであると語る。

## 部門

### セールスプロモーション部
大手企業の国内海外向けイベントプロモーション企画制作実施を行う。

### SENLIS FILMS（映画部）
主に映画の配給、宣伝、製作を実施。

#### 配給作品
(この節の出典：)
- ピンク・クラウド（映画）（英語版）
- ローラとふたりの兄
- シーズン・オブ・レイ
- リトル・ガール（映画）（英語版）
- 盗まれたカラヴァッジョ
- パリの恋人たち
- ラフィキ：ふたりの夢
- ペトラは静かに対峙する
- 私の20世紀
- マチルド、翼を広げ
- 若い女
- 心と体と
- ロスト・イン・パリ（英語版）
- ソング・オブ・ラホール
- 特集上映：シーズン・オブ・レイ『ビッグ・シティ』

ほか

#### 製作作品
- smoke[7]

ほか

## 沿革
2005年
- 4月 - 株式会社サンリス 設立
- 6月 - 株式会社サンリス 創業

2012年
- 9月 - 事務所移転

2020年
- 10月 - 公式オンラインストアが開設[8]

2021年
- 1月 - 映画部のレーベルが「SENLIS FILMS」に改称[9]
- 2月 - SENLIS FILMS公式サイトがオープン[10]

2022年
- 5月 - 事務所移転